# Торі (Тюрі)
То́рі (ест. Tori küla) — село в Естонії, у волості Тюрі повіту Ярвамаа.

## Населення
Чисельність населення на 31 грудня 2011 року становила 30 осіб.